# Nîmes Olympique 2016-2017
Questa voce raccoglie le informazioni riguardanti il Nîmes Olympique nelle competizioni ufficiali della stagione 2016-2017. 

## Rosa
| N. |                           | Ruolo | Calciatore        |
| -- | ------------------------- | ----- | ----------------- |
| 4  | Francia (bandiera)        | D     | Fabien Garcia     |
| 5  | Tunisia (bandiera)        | C     | Larry Azouni      |
| 6  | Francia (bandiera)        | D     | Gaël Angoula      |
| 7  | Marocco (bandiera)        | A     | Rachid Alioui     |
| 9  | Francia (bandiera)        | A     | Clément Depres    |
| 10 | Francia (bandiera)        | A     | Slimane Sissoko   |
| 11 | Francia (bandiera)        | C     | Téji Savanier     |
| 12 | Francia (bandiera)        | C     | Florian Fabre     |
| 13 | Costa d'Avorio (bandiera) | A     | Christian Kouakou |
| 15 | Francia (bandiera)        | D     | Gaëtan Paquiez    |
| 16 | Francia (bandiera)        | P     | Gauthier Gallon   |

| N. |                           | Ruolo | Calciatore             |
| -- | ------------------------- | ----- | ---------------------- |
| 17 | Comore (bandiera)         | C     | Nasser Chamed          |
| 18 | Francia (bandiera)        | D     | Theo Valls             |
| 20 | Francia (bandiera)        | C     | Renaud Ripart          |
| 21 | Algeria (bandiera)        | D     | Féthi Harek            |
| 22 | Francia (bandiera)        | A     | Sada Thioub            |
| 23 | Francia (bandiera)        | C     | Anthony Briançon       |
| 24 | Costa d'Avorio (bandiera) | D     | Zié Diabaté            |
| 25 | Marocco (bandiera)        | C     | Karim Aït-Fana         |
| 27 | Francia (bandiera)        | D     | Anthony Marin          |
| 28 | Senegal (bandiera)        | D     | Ousmane Cissokho       |
|    | Grecia (bandiera)         | A     | Panagiōtīs Vlachodīmos |